# Клімакс (література)
Клі́макс (дав.-гр. κλίμαξ ‘драбина’), градація висхідна — стилістична фігура, різновид градації, протилежна за значенням антиклімаксу, розкривається в напрямку наростання його інтонаційно-смислового напруження:
Як не крути,
на одне виходить,
слід би катюгам давно зазубрить:
можна прострелити мозок,
що думку народить,
думки ж не вбить! (В. Симоненко).
Клімакс полягає в такому розташуванні частин висловлення (слів, частин речення), при якому кожна наступна містить у собі підсилення смислового або емоційно-експресивного значення.
...не зляка ні страждання, ні горе, ні смерть.— Леся Українка
І в’яне, сохне, гине, гине твоя єдиная дитина.— Тарас Шевченко